# Friedrich Wilhelm Banneitz
Friedrich Wilhelm Banneitz, auch Fritz Banneitz (* 11. September 1885 in Hameln; † 5. Dezember 1940 in Dresden) war ein deutscher Ingenieur der Elektrotechnik und Physiker. Zu seinen Verdiensten zählt insbesondere die Entwicklung und Verbreitung der Fernsehtechnik sowie die Aufnahme des ersten Fernseh-Sendebetriebes.

## Werdegang

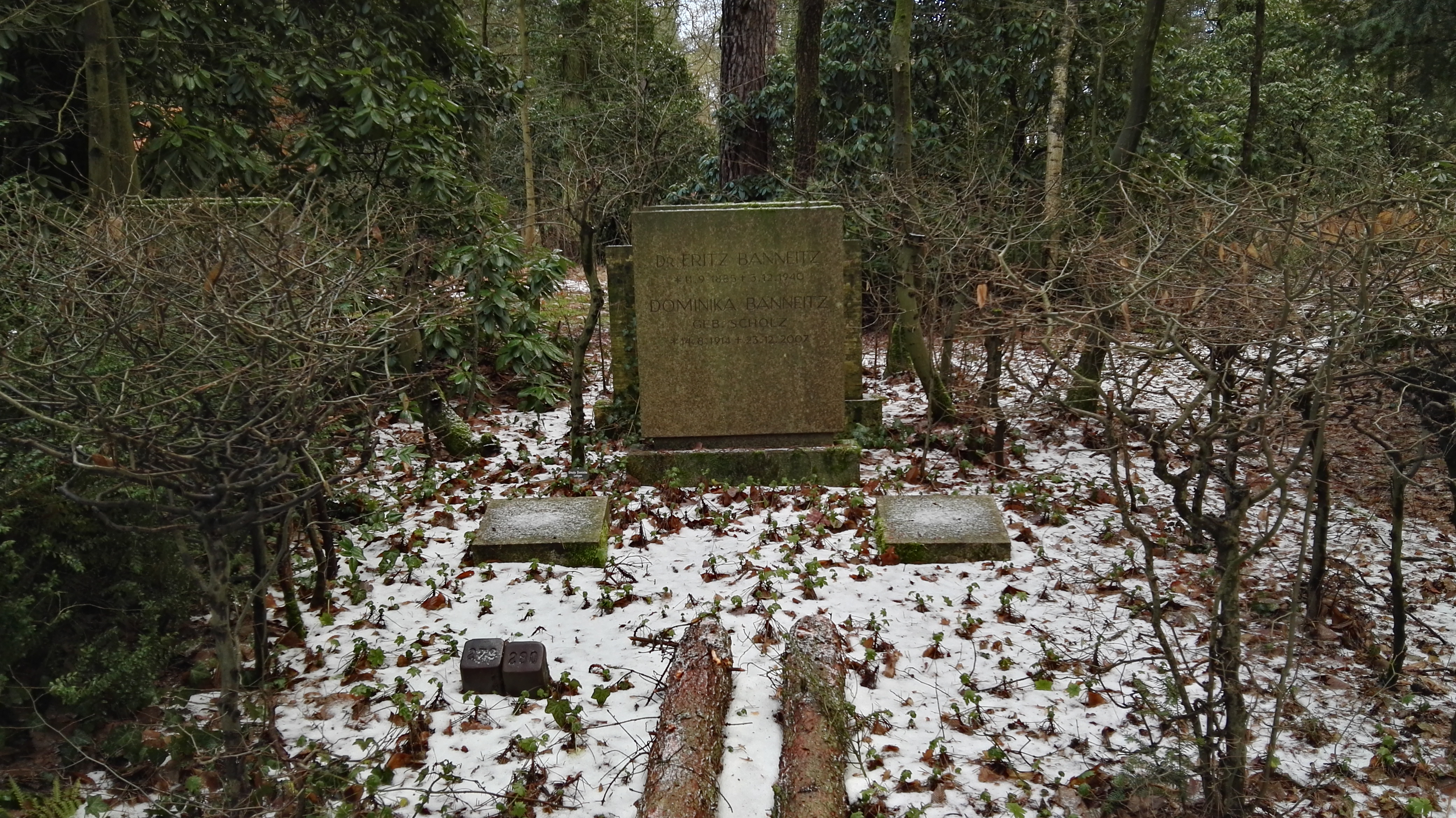
Grabstätte

Friedrich Wilhelm Banneitz studierte zunächst an der Technischen Hochschule Darmstadt Elektrotechnik. Nach erfolgreichem Abschluss im Jahre 1908 vertiefte er seine theoretischen Kenntnisse durch ein Studium der Physik an den Universitäten Heidelberg und Leipzig, wo er 1919, nach einer längeren Unterbrechung durch seinen Einsatz im Ersten Weltkrieg, mit einer Arbeit über die Messung der Dielektrizitätkonstanten von Mischkörpern mit Hilfe einer Resonanzmethode für Kapazitätsmessungen promovierte.
Banneitz trat anschließend in den Dienst der Deutschen Reichspost. Nachdem er sich hier zunächst einige Jahre mit der Radio-Schnelltelegrafie befasst hatte, erwachte sein Interesse für das damals kaum erforschte Gebiet der Fernsehtechnik. Unter seiner Leitung des Referats für drahtlose Telegraphie und Sonderaufgaben (Referat IV G) wurde ab 1928 bei der Deutschen Reichspost die Weiterentwicklung der Fernsehtechnik und die Einführung eines Fernsehbetriebes planmäßig vorangetrieben. Ab 1930 gab er unter dem Titel Fernsehen die Zeitschrift für Technik und Kultur des gesamten elektrischen Fernsehwesens heraus. Von den XI. Olympischen Spielen 1936 in Berlin konnten bereits erste Fernsehbilder mittels elektronischer Kameras und Übertragungswagen übertragen werden.
Friedrich Wilhelm Banneitz verstarb 1940 im Alter von 55 Jahren, zwei Jahre nachdem er durch die Ernennung zum Vizepräsidenten der Reichspostdirektion in Dresden von seinem Lebenswerk, dem Fernsehen, getrennt wurde. Sein Grab befindet sich auf dem Südwestkirchhof von Stahnsdorf, Landkreis Potsdam-Mittelmark, im Gartenblock V, Wahlstelle 280.